# مولودة العاصفة
مولودة العاصفة (بالإنجليزية: Stormborn)‏ هي الحلقة الثانية من الموسم السابع من المسلسل الفانتازي صراع العروش، والمُقتبس من سلسلة روايات أغنية الجليد والنار للمؤلف جورج ر. ر. مارتن، وهي الحلقة رقم 62 من المسلسل ككل. عُرضت الحلقة لأول مرة في 23 يوليو 2017، على شبكة إتش بي أو المُنتجة للمسلسل، وكانت من كتابة براين كوغمان، ومن إخراج مارك ميلود.

## ملخص الحلقة
في دروغونستون، يجتمع البلاط الملكي للتخطيط لغزو ويستروس. ينتُج عن ذلك عزمَ (دنيرس) فرضَ حصارٍ على كينغز لانديغ وذلك بانتقال الدورنيين عبر أسطول آل غريجوي لمدينة سونسبير عاصمة دورن وذلك لجمع جيش دورن ثم الاندماج مع جيش آل تايريل ومحاصرة المدينة، وجيش الأنقياء يتوجّهون لكاسترلي روك لمحاربة آل لانستر في مسقط رأسهم. قبل رحيل (غراي وورم) والانضمام للجيش يُلعِن حُبّه لـِ (ميساندي). في كينغز لاندينغ، تجمَع (سيرسي) حُلفاءها والعديد من اللوردات، وتُحذّرهم من بطش ملكة التنانين وتحاول إقناعهم بالانضمام لصفّها لهزيمتهم (رانديل تارلي) بتنصيبِه أميراً للجنوب إذا ما انتصروا في الحرب. وفي مكانٍ ما في بلاد الروافد، تلتقي (آريا) بـِ (هوت باي) في الحانة حيثُ يُخبِرها أن (جون سنو) قد صار ملكاً في الشمال، فتقرر العودة إلى وينترفيل بفورها، وفي طريقها تلتقي مع ذئبتها الرهيبة (نايميريا) التي أبعدتها عنها في الموسم الأول. في وينترفيل، يتوجّه (جون سنو) لـ دراغونستون وذلك بعد وصول رسالة (سام) التي يخبره فيها عن كلس التنين، ووصول رسالة من (دنيرس) للقدوم وتقديم الولاء والدعم منها في حربهم ضد آل لانستر والسائرين البيض، ليترك (سانزا) تحكم الشمال خلال غيابه. وفي السيداتل، يبدأ (سام) بمعلاجة (جوراه) من داء التحجّر بشكلٍ خَفَي. أما (يورون غريجوي) يُهاجِم أسطول ابنة أخيه (يارا). وخلال المعركة يقتُل كلّاً من (أوبارا) و(نايميريا ساند)، ويُلقي القبض على (إلاريا) و(تاين) و(يارا). ويتمكّن (ثيون) من الهرب.

## الإنتاج
سيناريو الحلقة كان من كتابة براين كوغمان، وأُختير مارك ميلود لإخراجها. كان ب. ج. ديلون مديرًا لتصوير الحلقة، وتيم بورتر محررًا لها، أما موسيقى الحلقة التصويرية فكانت من تلحين رامين جوادي.

## نسب المشاهدة
| الموسم | الموسم | رقم الحلقة | رقم الحلقة | رقم الحلقة | رقم الحلقة | رقم الحلقة | رقم الحلقة | رقم الحلقة | رقم الحلقة | رقم الحلقة | رقم الحلقة | المتوسط |
| الموسم | الموسم | 1          | 2          | 3          | 4          | 5          | 6          | 7          | 8          | 9          | 10         | المتوسط |
| ------ | ------ | ---------- | ---------- | ---------- | ---------- | ---------- | ---------- | ---------- | ---------- | ---------- | ---------- | ------- |
|        | 1      | 2.22       | 2.20       | 2.44       | 2.45       | 2.58       | 2.44       | 2.40       | 2.72       | 2.66       | 3.04       | 2.52    |
|        | 2      | 3.86       | 3.76       | 3.77       | 3.65       | 3.90       | 3.88       | 3.69       | 3.86       | 3.38       | 4.20       | 3.80    |
|        | 3      | 4.37       | 4.27       | 4.72       | 4.87       | 5.35       | 5.50       | 4.84       | 5.13       | 5.22       | 5.39       | 4.97    |
|        | 4      | 6.64       | 6.31       | 6.59       | 6.95       | 7.16       | 6.40       | 7.20       | 7.17       | 6.95       | 7.09       | 6.84    |
|        | 5      | 8.00       | 6.81       | 6.71       | 6.82       | 6.56       | 6.24       | 5.40       | 7.01       | 7.14       | 8.11       | 6.88    |
|        | 6      | 7.94       | 7.29       | 7.28       | 7.82       | 7.89       | 6.71       | 7.80       | 7.60       | 7.66       | 8.89       | 7.69    |
|        | 7      | 10.11      | 9.27       | 9.25       | 10.17      | 10.72      | 10.24      | 12.07      | غ/م        | غ/م        | غ/م        | 10.26   |
|        | 8      | 11.76      | 10.29      | 12.02      | 11.80      | 12.48      | 13.61      | غ/م        | غ/م        | غ/م        | غ/م        | 11.99   |

## وصلات خارجية
- مولودة العاصفة على موقع IMDb (الإنجليزية)
- مولودة العاصفة على موقع ميتاكريتيك (الإنجليزية)
- مولودة العاصفة على موقع روتن توميتوز (الإنجليزية)
- مولودة العاصفة على موقع أول موفي (الإنجليزية)